# Magnus Weidemann
Ernst Magnus Weidemann (* 17. Dezember 1880 in Hamburg; † 9. Oktober 1967 in Keitum) war ein deutscher Pfarrer, Maler, Grafiker, Fotograf und Autor. Er war Mitbegründer der Freikörperkultur in der Lebensreform.

## Leben

### Hamburg
Magnus Weidemann wurde als Sohn des ordentlichen Lehrers, an der Höheren Bürgerschule Kleiner Schäferkamp, Magnus Johann Heinrich Weidemann und dessen Frau Auguste Claudine Maria, geb. Langbehn, in Hamburg geboren. Sein jüngerer Bruder Karl August Heinrich kam vier Jahre später zur Welt. Durch das Beobachten seines zeichnerisch begabten, neun Jahre älteren Bruders Theodor, wuchs das Interesse, selbst zu zeichnen und zu malen heran. Als dieser früh verstarb, bekam er dessen Mal- und Zeichengeräte sowie ein englischsprachiges Buch über Aquarellmalerei. Spätestens 1894 wohnte die Familie in der Bismarckstraße 2 im Generalsviertel. Magnus Weidemann besuchte das Wilhelm-Gymnasium, wo er zu Ostern 1899 das Reifezeugnis erhielt.
Sein Lehrer Richard Linde, der mit dem Kunsthallendirektor Alfred Lichtwark befreundet war, wurde auf sein Talent aufmerksam und vermittelte ihm einen Sondereinlass in die Hamburger Kunsthalle, die er fast jeden Sonntag besuchte. Dort begeisterte er sich unter anderem für Werke von Caspar David Friedrich, Philipp Otto Runge, Anselm Feuerbach, Max Klinger, Arnold Böcklin, Valentin Ruths, Giovanni Segantini und vor allem Eugen Bracht, sowie für Werke von französischen und deutschen Impressionisten, die Lichtwark ankaufte und ausstellte. Als es Lichtwark erschwert wurde, Hamburger Impressionisten in der Kunsthalle auszustellen, führte das 1897 zur Gründung des Hamburgischen Künstlerklubs. Ab 1898 malte Weidemann hauptsächlich kleine Aquarelle, die schon das Charakteristikum seines malerischen Gesamtwerks trugen, offenbart durch das besondere Einfühlungsvermögen in die oft zarte oder herbe Schönheit der Natur.

### Studium

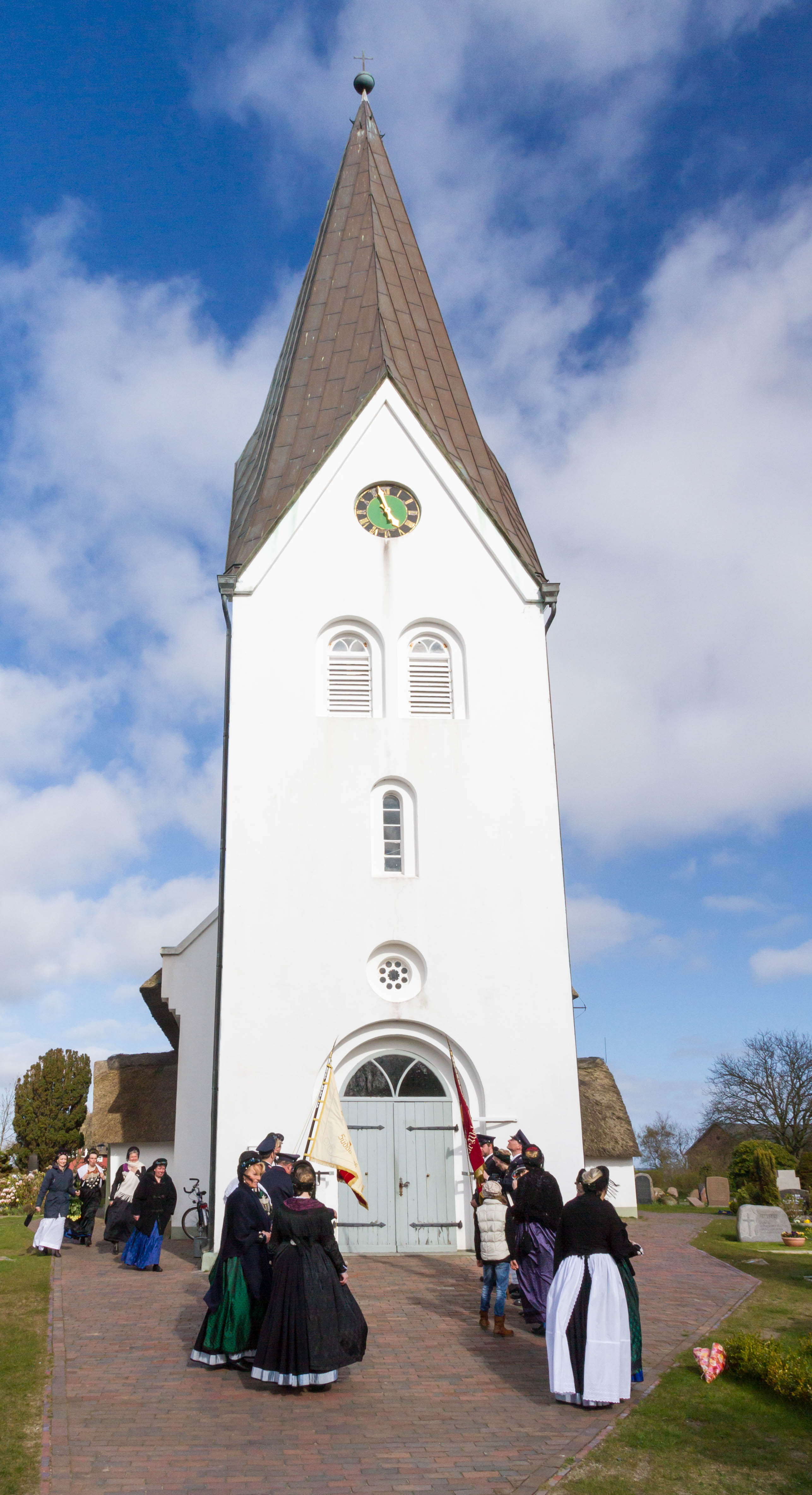
Turm der St.-Clemens-Kirche in Nebel auf Amrum, den Magnus Weidemann 1908 entwarf

Die Ferien verbrachten die aus Ostholstein stammenden Eltern mit den Kindern immer in Glücksburg. Den Wünschen seiner Eltern entsprechend, entschied Magnus Weidemann sich für ein Theologiestudium, statt auf eine Kunstakademie zu gehen, malte aber parallel zum Studium weiter. Von 1900 bis 1901 studierte er an der Eberhard Karls Universität in Tübingen Evangelische Theologie. In dieser Zeit siedelte auch seine Familie gänzlich nach Glücksburg über. Er setzte danach sein Theologiestudium an der Christian-Albrechts-Universität in Kiel und an der Ernst-Moritz-Arndt-Universität in Greifswald fort, wo er Rügen und Hiddensee kennenlernte. Er war Mitglied der Studentenverbindungen des Wingolfsbundes Tübinger Wingolf, Kieler Wingolf und Greifswalder Wingolf. Neben vielen Studien, Zeichnungen und Aquarellen entstanden in der Zeit auch die ersten Exlibris. 1903 entwarf er das erste für sich selbst, 1905 folgten weitere für die Privatschule von Franziska Kraus in der Waitzstraße 2 in Kiel, die 1908 als Höhere Mädchenschule anerkannt wurde, und für die Kieler Buchhandlung Lipsius & Tischer. Sein ersehntes erstes Aktmodell wurde seine Cousine, die auch seine erste Ehefrau wurde. Eine Kunstakademie zu besuchen, scheiterte nach dem Theologiestudium an dem Veto seines Schwiegervaters.

### Amrum
Im Jahr 1908 reiste er allein nach Amrum, wo er in Nebel in der St.-Clemens-Kirche für ein Jahr seine erste Pfarrstelle antrat. Als für die alte Kirche ein Turm gebaut werden sollte, konnte er den Kirchenvorstand von einem neogotischen Entwurf abbringen und überzeugte ihn zu der Annahme seines eigenen Entwurfes, der in seiner Schlichtheit der Friesenlandschaft besser entsprach. Neben dem Entwurf, Zeichnungen und die ersten größeren Ölgemälde entstanden auch Motive, die auf Postkarten gedruckt erschienen. Bei einem Ausflug nach Hörnum kam er zum ersten Mal mit Sylt in Berührung.

### Kiebitzreihe
Nach einer kurzen Pfarrvertretung in der Marktkirche in Blankenese, mit zahlreichen Elbstudien, bezog er das kleine Pfarrhaus der Kapelle in Kiebitzreihe, einem Dorf im Königsmoor bei Elmshorn, um seine neue Pfarrstelle anzutreten, die er, mit einer Unterbrechung von zwei Jahren, bis 1920 beibehielt. Im August 1914 brach der Erste Weltkrieg aus, was ihn tief erschütterte. Er meldete sich freiwillig als Sanitäter beim Roten Kreuz und kam nach Frankreich. In seiner freien Zeit fertigte er mit französischen Farbstiften hauptsächlich in der Gegend um Chauny, Laon und La Fère Zeichnungen von Gebäuden, Menschen und der Landschaft. Zu der Zeit war seine Frau, die Krankenschwester beim Roten Kreuz geworden war, in Kiel und Warschau eingesetzt, sein Vater starb in Glücksburg und ein Bruder von ihm fiel in Flandern. Nach zwei Jahren wurde er für sein heimisches Pfarramt reklamiert und er kehrte 1916 zurück nach Kiebitzreihe. Die kinderlose Ehe wurde in beiderseitigem Einverständnis getrennt. Das leere Pfarrhaus wurde sofort einem Atelier entsprechend eingerichtet. Er begann ein Werkverzeichnis und stellte eine Haushälterin ein. Diese brachte ein Pflegekind mit ins Haus, die zwölfjährige Ina, die mit ihrer Feinsinnigkeit und ihrem Kunstverständnis Weidemann begeisterte. Er malte sie mindestens einmal in Öl, 1918. In diesem Jahr nahm er auch an einem Radierkursus in der Kunstgewerbeschule in Hamburg teil. 1919 lernte er die Tänzerin Molli Mollenhauer kennen, die eines seiner Modelle wurde und 1920 seine Frau. Er geriet 1919 in Kontakt mit der Jugendbewegung, an deren Jahrestagungen er mit seiner Frau im Kronacher Bund teilnahm. Schon vorher hatte er, von Ferdinand Avenarius Zeitschrift Der Kunstwart und dem Jugendstil beeinflusst, die lebensreformerischen Strömungen bejaht und unterstützt. Der autodidaktische Künstler gab seinen Pfarrberuf auf und verkaufte 1920 sämtliche Gemälde an einen Kopenhagener Mäzen, sodass er sich im nahen Siethwende in Sommerland nach eigenen Entwürfen ein Haus bauen konnte, den Sonnenhof.

### Sonnenhof
Der Sonnenhof bekam ein hohes Atelier und einen abgeschirmten Garten, in dem in den folgenden Jahren viele Aktaufnahmen entstanden. Durch Einladungen der Jugendbewegung reiste er unter anderem in den Harz, an die Weser, nach Sachsen, Schlesien und in die Schweiz. Der Einfluss von Jugendstil und Symbolismus ist in den zahlreichen Exlibris und Radierungen dieser Zeit deutlich erkennbar, der Einfluss von Fidus, der später ein langjähriger Freund wurde, ist wiederum in der grafischen Gestaltung erkennbar. Der Sonnenhof war bis 1925 Sitz des Verlages und der Redaktion der FKK-Zeitschrift Die Freude, deren erster Redakteur er 1923 war. Für die Zeitschrift entstanden fast 50 schriftliche Beiträge von ihm sowie 87 Bildreproduktionen und Aufnahmen aus seiner Hand. Das Haus war Treffpunkt vieler Angehöriger der Jugendbewegung, insbesondere des Geestländer Tanzkreises, dem seine Frau angehörte. Von dem Museumsdirektor Otto Lehmann nahm er 1925 den Auftrag an, für die geologische Abteilung des Altonaer Museums Wandgemälde anzufertigen. Nach Studien auf Fahrten mit Otto Lehmann und dem Geologen Karl Gripp entstanden fünf Großgemälde schleswig-holsteinischer Landschaftsformen, die Dünen und Watt auf Sylt, das Rote Kliff, das Morsum-Kliff, Binnendünen am Rande der Kremper Marsch und das Tunneltal bei Ratzeburg.

### Sylt
Die Jugendbewegung zog Magnus Weidemann auch nach Sylt, wo er ab 1921 jeden Sommer eine Zeit lang in Klappholttal verbrachte, wo unter Leitung von Knud Ahlborn und Ferdinand Goebel das Freideutsche Lager aufblühte. 1925 erwarb er Goebels uthlandfriesisches Kapitänshaus aus dem Jahre 1776 in Keitum und verlegte seinen Wohnsitz nach Sylt, wo er am 1. Januar 1926 eintraf. Das Haus wurde ausgebaut, und nachdem seine Frau nach Köln zog, um sich als Tanzlehrerin ausbilden zu lassen, übernahm die Hauswirtschaft Anna Beusen, auch Antje, aus Flensburg, die 1932 seine dritte Frau wurde. 1932 erfolgte eine Schwedenreise. 1935 schuf er Wandbilder für das Brandschutz-Museum in Kiel. 1937 ließ er sich von seinem Freund, dem Architekten Fritz Höger, einen stilgerechten Anbau für sein Haus entwerfen, der im selben Jahr entstand. Weidemann hegte eine Freundschaft mit dem Kieler Maler Heinrich Blunck (1891–1963). In den Jahren 1940 bis 1942 erfolgten Reisen nach Bayern, Berlin und Ostpreußen. In dieser Zeit war die Landschaftsmalerei auf Sylt verboten. Am 5. Mai 1943 schrieb Weidemann an den Maler Ingwer Paulsen, der aus Altersgründen aus dem Wehrdienst entlassen wurde und an einen malerischen Neuanfang auf Sylt dachte:

„Da ist aber jetzt während des Krieges wirklich nichts zu machen. Erstens brauchen Sie eine Einreiseerlaubnis vom Landratsamt, um überhaupt her zu kommen. Zweitens ist alles Malen und Zeichnen im Freien verboten – ja genaugenommen jede bildliche Darstellung der Landschaft.“

Auf Wunsch des Sylter Archivs in Westerland fertigte Magnus Weidemann 1952 unfarbige Tuschezeichnungen seiner Sylt-Motive an. Fünfundachtzigjährig reiste er mit seiner Frau nach Paris. Auch im Krankenbett arbeitete er täglich und diktierte seiner Frau die letzten Schriften. Er starb am 9. Oktober 1967 in Keitum und wurde an der Friedhofsmauer der Keitumer Kirche St. Severin begraben.
Magnus Weidemann war Mitglied im Reichsverband bildender Künstler Deutschlands, in der Schleswig-Holsteinischen Kunstgenossenschaft und im Kronacher Bund sowie Ehrenmitglied im Deutschen Verband für Freikörperkultur (DFK)
und im Verein Naturschutz Insel Sylt.
Seine Werke befinden sich unter anderem im Sylter Heimatmuseum der Söl'ring Foriining (sylterisch für Sylter Vereinigung) in der Straße Am Kliff 19 in Keitum, im NordseeMuseum Husum, das 1980 schon etwa 85 Werke von ihm besaß, im Museumsberg Flensburg, im Stadtmuseum Warleberger Hof in Kiel, im Ostholstein-Museum Eutin, im Altonaer Museum in Hamburg und in der Landesgeschichtlichen Sammlung der Schleswig-Holsteinischen Landesbibliothek in Kiel. Er ist zudem mit einem oder mehreren Werken in Sammlung der Letter Stiftung in Köln vertreten. Im Sylter Heimatmuseum befindet sich auch eine Gipsbüste von Magnus Weidemann, die Hermann Reimnitz (1893–1976) mit einem Abgussverfahren in den 1950ern schuf. Im Weidemann-Archiv in der Friedensallee 27 in Hamburg-Ottensen, das von seinem Großneffen Martin Weidemann verwaltet wird, werden seit 1975 zahlreiche Manuskripte, Briefwechsel, Fotos, Bildverzeichnisse und Reproduktionen aus dem Nachlass von Magnus Weidemann betreut. Um das dortige Werkverzeichnis zu vervollständigen, werden Auskünfte über den Verbleib von Originalwerken, vor allem aus frühen Jahren gerne entgegengenommen.
Nach Magnus Weidemann wurde die Weidemannstraße in Keitum benannt, an der das Weidemannhaus steht, und der Magnus-Weidemann-Weg in Kiebitzreihe.
Der Meteorologe, Meereskundler und Ozeanograph Hartwig Weidemann (1921–2009) sowie Volker Weidemann (1924–2012), Astrophysiker an der Kieler Universität, waren Neffen von Magnus Weidemann.

## Rezeption
Am 6. August 2017 wurde eine Folge der Sendung Lieb & Teuer des NDR ausgestrahlt, die von Janin Ullmann moderiert wurde und im Schloss Reinbek gedreht wurde. Darin wurden mit der Gemälde-Expertin Ariane Skora siebzehn Aquarelle von Magnus Weidemann besprochen. Ein Besuch bei seinem Großneffen, den Architekten Martin Weidemann rundete die Folge ab.

## Ausstellungen (Auswahl)

### Einzelausstellungen
- 1941: Altonaer Museum, Hamburg[21]
- 1941: Grenzlandmuseum, Kunstverein Flensburg
- 1950: Nissenhaus, Husum[22]
- 1990: Kleinkunst im Buchdeckel – Exlibris von Magnus Weidemann, Akademie am Meer, Volkshochschule Klappholttal
- 2008: Galerie Witt, Hamburg[23]
- Seit Jahren Dauerausstellung im Sylter Heimatmuseum, Keitum[24]

### Beteiligungen
- 1907: Schwarz-Weiß-Ausstellung von Mitgliedern der Schleswig-Holsteinischen Kunstgenossenschaft, Kiel, Flensburg und Altona
- 1925: Juryfreie Kunstausstellung im Kunstverein in Hamburg
- 1932: Ausstellung im Altonaer Museum in Hamburg, zusammen mit Martha Vogeler[25]
- 1946: Kunstausstellung Kampen auf Sylt, Alte Sturmhaube, mit Albert Aereboe, Willy Graba, Ivo Hauptmann, Carl Hilmers, Tom Hops, Alfred Jensen, Albert Johannsen, Fritz Klimsch, Otto Larsen, Herbert Marxen, Franz Radziwill, Friedrich Schaper, Siegward Sprotte u. a.[26][27]
- 1983–1984: Künstlerinsel Sylt, Landesmuseum für Kunst und Kulturgeschichte auf Schloss Gottorf in Schleswig
- 2003: Neuerwerbungen und Bilder aus dem Bestand des Söl'ring Foriining, Sylter Heimatmuseum, Keitum, mit Albert Aereboe, Andreas Dirks, Otto Eglau, Carl Christian Feddersen, Christian Peter Hansen, Richard Kaiser, Hugo Köcke, Franz Korwan, Ingo Kühl, Walther Kunau, Dieter Röttger, Siegward Sprotte, Helene Varges u. a.
- 2003: Sylt in der Malerei, Galerie Herold, Kampen, mit Eduard Bargheer, Georg Busse (Vater von Sylta Busse), Andreas Dirks, Ernst Eitner, Christian Peter Hansen, Ivo Hauptmann, Volker Detlef Heydorn, Hugo Köcke, Franz Korwan, Siegward Sprotte u. a.[28]
- 2009: Land am Meer, Altonaer Museum, Hamburg[29]
- 2014: Die Künstler-Insel, Galerie Herold, Kampen, mit Ludwig Dettmann, Andreas Dirks, Ernst Eitner, Rainer Fetting, Willem Grimm, Ivo Hauptmann, Erich Heckel, Hugo Köcke, Ernst Kolbe, Franz Korwan, Emil Maetzel, Emil Nolde, Wilhelm Ohm, Anita Rée, Friedrich Schaper u. a.[30]
- 2015: Die Kunst und das Wattenmeer – 30 Jahre Nationalpark Wattenmeer, Kunstverein Fischerhude[31]
- 2015–2016: Die Kunst und das Wattenmeer – 30 Jahre Nationalpark Wattenmeer, Schloss Ritzebüttel, Cuxhaven[32]
- 2016: Lange nicht gesehen, Sylter Heimatmuseum, Keitum, mit Hugo Köcke, Ernst Mollenhauer, Siegward Sprotte u. a.[33]
- 2018: Rendezvous!, Sylter Heimatmuseum, Keitum, mit Carl Christian Feddersen, Wenzel Hablik, Horst Janssen, Boy Lornsen, Dieter Röttger, Siegward Sprotte, Helene Varges u. a.

## Werke (Auswahl)
Maße: Höhe × Breite
- 1919: Klosterkirche von Preetz, Bleistift auf Papier, 8,8 × 16 cm (Bildträger 21,3 × 30,3 cm) – Schleswig-Holsteinische Landesbibliothek
- 1921: Badende, Sylt, Gemälde – Museumsberg Flensburg[35]
- 1924: Ukleisee, Öl auf Leinwand – Ostholstein-Museum Eutin[36]
- 1925: Wandgemälde Dünen und Watt auf Sylt, Rotes Kliff, Morsum-Kliff, Binnendünen am Rande der Kremper Marsch, Tunneltal bei Ratzeburg – Altonaer Museum, Hamburg
- 1926: Morsumer Heide, Öl auf Holz, 47 × 67 cm – Sylter Heimatmuseum, Keitum
- 1926: Akt am Meer, Tusche auf Pappe, 24,4 × 35 cm – Sylter Heimatmuseum, Keitum
- 1927: Strand vor Westerland, Öl auf Pappe, 60 × 83 cm (Rahmenmaß) – Sylter Heimatmuseum, Keitum
- 1927: Dünental, Öl auf Pappe, 105 × 75 cm – Sylter Heimatmuseum, Keitum
- 1929: Dünen im Schnee, Öl auf Pappe, 65 × 94,5 cm – Sylter Heimatmuseum, Keitum
- 1929: Heide bei Tauwetter, Ölgemälde, 64 × 94 cm – NordseeMuseum Husum
- 1932: Die Seemannsgräber, Gemälde – NordseeMuseum Husum[37][38]
- 1933: Düne, Öl auf Pappe, 23 × 31,5 cm (Pappe 35,5 × 44 cm) – Sylter Heimatmuseum, Keitum
- 1934: Der Harhoog (Abendstimmung), Skizze, Aquarell auf Papier, 8,5 × 15 cm – Sylter Heimatmuseum, Keitum
- 1935: Waldweg im Schnee, Öl auf Hartfaserplatte, 66 × 41 cm – Sylter Heimatmuseum, Keitum
- 1936: Germaniawerft, Öl auf Pappe, 50 × 69,5 cm – Stadtmuseum Warleberger Hof, Kiel
- 1938: Kampener Vogelkoje, Tempera, Lack und Deckfarbe auf Papier, auf Spanplatte geklebt, 55 × 75 cm – Sylter Heimatmuseum, Keitum
- 1938: Biikefeuer auf Keitum, Öl auf Leinwand, 72 × 85 cm – NordseeMuseum Husum
- 1938: Nordische Landschaft, Dünental im Winter, Öl auf Pappe, 20,2 × 29,3 cm – Sylter Heimatmuseum, Keitum
- 1940: Eisstauung bei Keitum, Öl auf Hartfaserplatte, 49,5 × 23,5 cm – Sylter Heimatmuseum, Keitum
- 1941: Kirche und Friedhof in Nebel, Gemälde – NordseeMuseum Husum[39]
- 1942: Gräber der unbekannten Seeleute, Öl auf Spanplatte, 66,5 × 105 cm – Sylter Heimatmuseum, Keitum
- 1943: Morsum Kliff auf Sylt, Öl auf Pappe, 51 × 73 cm – Sylter Heimatmuseum, Keitum
- 1944: Weg am Kellersee, Aquarell auf Karton, 49,5 × 73 cm – Sylter Heimatmuseum, Keitum
- 1945: Harhoog in Keitum, Aquarell auf Papier, 19 × 42 cm – Sylter Heimatmuseum, Keitum
- 1945: Winterlandschaft an der Förde bei Glücksburg, Öl auf Spanplatte, 69 × 55 cm – Museumsberg Flensburg
- 1946: Urwald Kampener Vogelkoje, Öl auf Leinwand, 65,5 × 91 cm – Sylter Heimatmuseum, Keitum
- 1946: Sommerglanz (Nordsee), Aquarell auf Papier, mit Pappe unterlegt, 23,7 × 30,2 cm – Sylter Heimatmuseum, Keitum
- 1948: Gebäude, das von einem Friesenwall abgegrenzt wird, Skizze, Aquarell auf Papier, 15 × 23,5 cm – Sylter Heimatmuseum, Keitum
- 1948: Landschaft mit blühender Heide, Skizze, Aquarell auf Papier, 10,5 × 15 cm – Sylter Heimatmuseum, Keitum
- 1949: Keitum Kliff, Skizze, Aquarell auf Papier, 10 × 16 cm – Sylter Heimatmuseum, Keitum
- 1950er Jahre: Hünengrab in der Heide, Skizze, Aquarell auf Papier, 11 × 15 cm – Sylter Heimatmuseum, Keitum
- 1953: Schale mit Enzian, Aquarell auf Papier, mit Pappe unterlegt, 21 × 24,2 cm – Sylter Heimatmuseum, Keitum
- 1954: Meer an der Kaimauer, Aquarell auf Leinwand, 13 × 16,5 cm – Sylter Heimatmuseum, Keitum
- 1955: Sonnenfunken, Öl auf Hartfaserplatte, 69 × 52 cm – Sylter Heimatmuseum, Keitum
- 1956: Hünengrab im Schnee, Skizze, Aquarell auf Papier, 10,5 × 14,5 cm – Sylter Heimatmuseum, Keitum
- 1957: Strandastern im Schilf, Öl auf Hartfaserplatte, 61 × 49 cm – Sylter Heimatmuseum, Keitum
- 1958: Heide auf Sylt, Öl auf Spanplatte, 61 × 92 cm – Sylter Heimatmuseum, Keitum
- 1958: Schilf am Watt, Öl auf Leinwand, 57 × 76 cm – Sylter Heimatmuseum, Keitum
- 1958: Meereslandschaft, Wattenmeer, Öl auf Spanplatte – Sylter Heimatmuseum, Keitum
- 1958: Der Klöwenhoog, Skizze, Aquarell auf Papier, 9 × 13 cm – Sylter Heimatmuseum, Keitum
- 1958: Heide bei Munkmarsch, Öl auf Hartfaserplatte, 61 × 46 cm – Sylter Heimatmuseum, Keitum
- 1958: Sylt: Keitum – Strand, Öl auf Hartfaserplatte, 61 × 40 cm – Sylter Heimatmuseum, Keitum
- 1958: Hoyer-Stieg in Keitum, Öl auf Hartfaserplatte, 68,5 × 48,5 cm – Sylter Heimatmuseum, Keitum
- 1958: Watt, Aquarell und Kugelschreiber auf Papier, 23,3 × 29,4 cm (Rahmenmaß) – Sylter Heimatmuseum, Keitum
- 1959: Hünengrab in der Heide bei Munkmarsch, Skizze, Aquarell auf Papier, 8 × 11 cm – Sylter Heimatmuseum, Keitum
- 1959: Der (ehemalige) Harhoog, bei Keitum, Aquarell und Kugelschreiber auf Papier, mit Pappe unterlegt, 21,7 × 30,8 cm – Sylter Heimatmuseum, Keitum
- 1960: Hünengrab bei Keitum, Öl auf Hartfaserplatte – Sylter Heimatmuseum, Keitum
- 1960: Der Harhoog in Keitum, Aquarell und Kugelschreiber auf Papier, mit Pappe unterlegt, 33,8 × 46,3 cm – Sylter Heimatmuseum, Keitum
- 1960: Blühende Felder (auf Sylt), Aquarell, 45 × 49 cm – NordseeMuseum Husum
- 1961: Heidetal bei Munkmarsch, Öl auf Hartfaserplatte, 68 × 41 cm – Sylter Heimatmuseum, Keitum
- 1963: Dünen- und Heidelandschaft, Öl auf Leinwand, 68 × 89 cm – Sylter Heimatmuseum, Keitum
- 1963: Strandastern hinterm Deich, Öl auf Hartfaserplatte, 72 × 42 cm – Sylter Heimatmuseum, Keitum
- 1965: Salzwiese mit Priel, Öl auf Hartfaserplatte – Sylter Heimatmuseum, Keitum
- 1965: Watt vor Keitum, Aquarell und Bleistift auf Papier, mit Pappe unterlegt, 10,3 × 14,8 cm – Sylter Heimatmuseum, Keitum
- 1966: Goldgras und Heide, Öl auf Hartfaserplatte, 61 × 38 cm – Sylter Heimatmuseum, Keitum

## Publikationen (Auswahl)
- Reform der Frauenkleidung als sittliche Pflicht, Lipsius & Tischer, Kiel 1903
- Lichtbild und Kunst im Hamburger Photofreund, Heft 1, 1920, S. 2–4
- Licht im Hamburger Photofreund, Heft 3, 1920, S. 4–5
- Aktphotographie im Hamburger Photofreund, Heft 5, 1920, S. 1–4
- Perspektive im Hamburger Photofreund, Heft 2, 1921, S. 1–3
- Photographie im Innenraum im Hamburger Photofreund, Heft 3, 1921, S. 1–5
- Besondere Schwierigkeiten in der Aktphotographie im Hamburger Photofreund, Heft 9, 1921, S. 103–106
- Von der Schönheit im Hamburger Photofreund, Heft 15, 1921, S. 201–203
- Bruno Wiehr: Der männliche Körper in Linien und Licht – Naturaufnahmen männlicher Körperschönheit, Begleittext von Magnus Weidemann, Lichtkampf Verlag Hans Altermann, Kettwig, Düsseldorf-Oberkassel 1922
- Die Körperfarbe in Die Schönheit, Band 19, Heft 3, 1923, S. 128–138
- Ideale Körper-Schönheit, Band 1, mit Fotografien von Magnus Weidemann, Franz Fiedler, Lotte Herrlich und Dora Arzt, Einbandzeichnung von Georg Erler, Vitus Verlag, Dresden 1923
- Ideale Körper-Schönheit, Band 2, mit Fotografien von Magnus Weidemann, Elly Nellys, Franz Fiedler und Kurt Oelzner, Einbandzeichnung von Georg Erler, Vitus Verlag, Dresden 1924
- Lotte Herrlich: Rolf – Ein Lied vom Werden in 30 Naturaufnahmen, begleitende Worte von Magnus Weidemann, Lichtkampf Verlag, Heilbronn 1924
- Körperschönheit im Lichtbild – Ein Führer durch das Gebiet der Aktlichtbildkunst, hrsg. unter Mitw. von Magnus Weidemann, Vitus-Verlag, Leipzig 1924, div. Neuauflagen im Robert Lauer Verlag, Egestorf (In der Zeit des Nationalsozialismus verboten)
- Zum Geleit! in Licht-Land – Werbe- und Kampfblatt der Licht- und neudeutschen Bewegung, Flg. 1, Jahrgang 1, 1924, S. 1–5
- Wandervogel und Volkstum in Die Freude, Jahrgang 1, Nr. 9, 1924, S. 231–238
- Exlibris in Die Freude, Jahrgang 1, Nr. 10, 1924, S. 263–264
- Erziehungs-Wege in Die Freude, Jahrgang 1, Nr. 10, 1924, S. 268–270
- Nebel und Wolken in Die Freude, Jahrgang 1, Nr. 13, 1924, S. 337–341
- Heimatbuch des Kreises Steinburg, 3 Bände, darin Reproduktionen von Magnus Weidemanns Werken, Augustin, Glückstadt, 1924–1926
- Körper und Tanz, Greifenverlag, Rudolstadt 1925
- Deutsches Baden – Ein Führer zu Freude, Schönheit und Gesundheit, Robert Laurer Verlag, Egestorf 1926
- Wege zur Freude, Rober Lauer Verlag, Egestorf 1926
- Der innere Wert des Aktlichtbildes in Mit Kamera und Palette, Verlag der Schönheit, Dresden 1927
- Fidus 60 Jahre alt! in Die Freude, Jahrgang V, 1928, S. 433
- Lotte Herrlich: Das Weib, Einführung von Magnus Weidemann, Greifenverlag, Rudolstadt 1928 (In der Zeit des Nationalsozialismus verboten)
- Körperkultur und Sinnlichkeit in Die Freude, Heft 1, Jahrgang VI, 1929, S. 1–9
- Deutsche Revolution – auch in der Kirche – Thesen, Glücksburger Buch- u. Kunstdruck, Glücksburg (um 1933 laut Nationalbibliothek)
- Batti Dohm: Stielauge der Urkrebs – Eine Chronik aus Urzeiten unserer Erde, mit Zeichnungen von Magnus Weidemann, Hase & Koehler, Leipzig 1933 (Neuauflage 1942)
- Deutsche Kunst in der Nordmark[40] in Das Bild – Monatsschrift für das Deutsche Kunstschaffen in Vergangenheit und Gegenwart, Deutsche Kunstgesellschaft Karlsruhe (Hrsg.), C.F. Müller Verlag, Heft 10, Karlsruhe Oktober 1934
- Hermann de Bruyker in Das Bild – Monatsschrift für das Deutsche Kunstschaffen in Vergangenheit und Gegenwart, Deutsche Kunstgesellschaft Karlsruhe (Hrsg.), C.F. Müller Verlag, Heft 10, Karlsruhe Oktober 1934[41]
- Die Baukunst von Fritz Höger in Das Bild – Monatsschrift für das Deutsche Kunstschaffen in Vergangenheit und Gegenwart, Deutsche Kunstgesellschaft Karlsruhe (Hrsg.), C.F. Müller Verlag, Heft 12, Karlsruhe Dezember 1935
- Unsere nordische Landschaft, C.F. Müller Verlag, Karlsruhe 1939
- Notizen, aus Anlass des 60. Geburtstages, Keitum, Sylt 1940, Nachlassarchiv Kiel
- Gott ist Freude – Lieder aus neuem Glauben, Verlag Dikreiter, Hannover 1948
- Warum und wozu Aktphotographie im Photofreund, Hamburg, Dezember 1949
- Sonnenleben – Aus der Not zum Lebensglück, O. Koepke, Kropp-Mielberg 1950
- Mein Leben – Erkenntnis und Gestaltung, Selbstbiografie, Schreibmaschinen-Manuskript, 308 S., Keitum, Sylt, 1958, Nachlassarchiv Kiel
- Verlorene Landschaft in Zwischen Eider und Wiedau, Heimatkalender Nordfriesland 1958
- Wege und Ziel – Gedichte, Der Karlsruher Bote, Karlsruhe 1959
- Geist-Verwandtschaft – Gedichte, Der Karlsruher Bote, Karlsruhe 1959
- Mein Meer, Weidemann-Archiv, Hamburg
- Nebel und Wolken, Weidemann-Archiv, Hamburg
- Das Einzigartige auf der Insel Sylt, Nordfriesland 56, Band 14, Heft 4, Dezember 1980
- Schönheit und Freude – Aktphotographie, Vorwort: Manfred Wedemeyer, Verlag Schmidt & Klaunig, 1986, ISBN 978-3-88312-001-0
- Grundbegriffe klären (Gott und Welt, Leben und Geist) in Volkshochschule im Dünensand – Ahlborn. Familienspuren. von Erich R. Andersen, Pro Business, Berlin 2009, S. 344–348, ISBN 978-3-86805-396-8[42]